# Issouf Sissokho
Issouf Sissokho (Bamako, 30 gennaio 2002) è un calciatore maliano, centrocampista del Maccabi Tel Aviv.

## Caratteristiche tecniche
È un centrocampista centrale.

## Carriera

### Club
Cresciuto nel settore giovanile del Derby Académie, nel gennaio 2020 viene prestato per 18 mesi al Bordeaux che inizialmente lo aggrega alla propria seconda squadra. Il 27 febbraio 2021 debutta in prima squadra giocando l'incontro di Ligue 1 perso 2-1 contro il Metz.

### Nazionale
Ha giocato nella nazionale maliana Under-20.

## Statistiche
Statistiche aggiornate al 5 novembre 2023.

### Presenze e reti nei club
| Stagione          | Squadra           | Campionato        | Campionato | Campionato | Coppe nazionali | Coppe nazionali | Coppe nazionali | Coppe continentali | Coppe continentali | Coppe continentali | Altre coppe | Altre coppe | Altre coppe | Totale | Totale | Totale |
| Stagione          | Squadra           | Comp              | Pres       | Reti       | Comp            | Pres            | Reti            | Comp               | Pres               | Reti               | Comp        | Pres        | Reti        | Pres   | Reti   |        |
| ----------------- | ----------------- | ----------------- | ---------- | ---------- | --------------- | --------------- | --------------- | ------------------ | ------------------ | ------------------ | ----------- | ----------- | ----------- | ------ | ------ | ------ |
| 2019-2020         | Bordeaux 2        | N3                | 2          | 0          |                 | -               | -               |                    | -                  | -                  |             | -           | -           | 2      | 0      |        |
| 2020-2021         | Bordeaux 2        | N3                | 3          | 0          |                 | -               | -               |                    | -                  | -                  |             | -           | -           | 3      | 0      |        |
| 2021-2022         | Bordeaux 2        | N3                | 4          | 0          |                 | -               | -               |                    | -                  | -                  |             | -           | -           | 4      | 0      |        |
| Totale Bordeaux 2 | Totale Bordeaux 2 | Totale Bordeaux 2 | 9          | 0          |                 | 0               | 0               |                    | -                  | -                  |             | -           | -           | 9      | 0      |        |
| 2020-2021         | Bordeaux          | L1                | 6          | 1          | CF              | 0               | 0               |                    | -                  | -                  |             | -           | -           | 6      | 1      |        |
| 2021-2022         | Bordeaux          | L1                | 7          | 0          | CF              | 1               | 1               |                    | -                  | -                  |             | -           | -           | 8      | 1      |        |
| 2022-2023         | Bordeaux          | L2                | 14         | 0          | CF              | 2               | 0               |                    | -                  | -                  |             | -           | -           | 16     | 0      |        |
| 2023-2024         | Bordeaux          | L2                | 8          | 0          | CF              | -               | -               |                    | -                  | -                  |             | -           | -           | 8      | 0      |        |
| Totale Bordeaux   | Totale Bordeaux   | Totale Bordeaux   | 35         | 1          |                 | 3               | 1               |                    | -                  | -                  |             | -           | -           | 38     | 2      |        |
| Totale carriera   | Totale carriera   | Totale carriera   | 44         | 1          |                 | 3               | 1               |                    | -                  | -                  |             | -           | -           | 47     | 2      |        |

## Palmarès
- Coppa Toto: 1

Maccabi Tel Aviv: 2024-2025